# 6243 Йодер
6243 Йодер (6243 Yoder) — астероїд головного поясу, відкритий 27 липня 1990 року.
Тіссеранів параметр щодо Юпітера — 3,660.